# Сражение у Шишевского леса
Сражение у Шишевского леса — сражение войск Рязанского и Козельского княжеств во главе с Олегом Ивановичем, Владимиром Пронским и Титом Мстиславичем Козельским против войск Золотой Орды во главе с Тагаем в 1365 году, закончившееся решительной победой русских войск.

## История
В 1359 году в Золотой Орде началась продолжительная борьба за власть. Ордынцы потерпели поражение от великого князя Литовского Ольгерда Гедиминовича в битве при Синих водах в 1362 году. Завладевший в 1361 году мордовскими землями ордынский «царевич» Тагай в 1365 году совершил разорительный набег на Рязанское княжество, сжёг Переяславль-Рязанский. Олега Ивановича в это время не было в княжестве. Но узнав о набеге, он, соединившись с пронскими и козельскими войсками, смог догнать возвращающихся ордынцев и разгромить их.
В лето 6873 (1365)… Того же лета Тагаи, князь ординскыи, изъ Наручади прииде ратью Татарскою на Рязанскую землю и пожже градъ Переяславль. Князь же великии Олегъ Рязанскыи съ своею братьею съ Володимеромъ Проньскымъ и Титомъ Козельскимъ, събравъ силу свою, и иде въследъ его, и постиже его на месте, нарицаемемъ подъ Шишевскимъ лесомъ, на Воине, и бысть имъ бои, брань зело люта и сеча зла, и поможе Богъ великому князю Олгу, и братии его Проньскому и Козельскому, а Тагаи въ мале дружине одва убежалъ.
В документе «Выпись из жалованной данной и тарханной грамоты рязанского великого князя Олега Ивановича, включенной в неизвестную правую грамоту рязанскому епископу Василию на Воинский уезд и с Засечье с землею, в обмен на Глебов „омел“ с уездом и Воронский уезд, полученные от епископа», отмечаются эти земли. «Сотная грамота, данная в 1576/1568/ писцами Иваном Юрьевичем Траханиотовым с товарищами на земельныя владения Рязанского и Муромского владыки», показывает эти же земли через 200 лет, вплоть до сохранившейся топонимики. На восток от реки Непложи — земли Воинского уезда (между реками Непложей и Крутицы); на запад от реки Непложи земли данные взамен Воронского уезда. Сейчас Воинский уезд — это территория Шиловского района Рязанской области.

## Последствия битвы

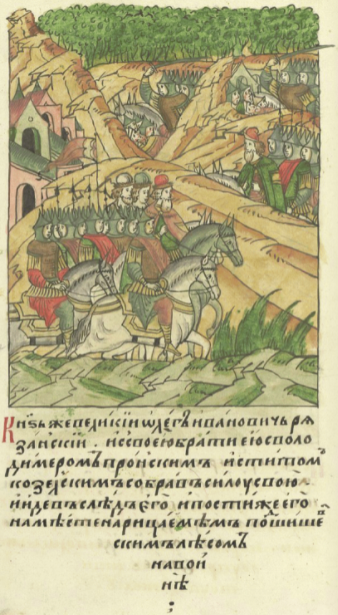
Князья Тит Фёдорович, Олег Рязанский, Владимир Пронский побеждают Тагая у Шишевского леса

После поражения у Шишевского леса владения Тагая вскоре попали под власть Мамая, начавшего объединение Золотой Орды под своей властью и властью марионеточных ханов-чингизидов. Город Мохши, центр летописной Наручадской орды, или одноимённого улуса, стал постепенно приходить в упадок, переходя из рук в руки. Часть городской аристократии (мурзы Солохмир, Едуган и ещё несколько эмиров) в 1371 году решила перейти на службу к рязанскому князю, впоследствии они стали родоначальниками таких известных российских дворянских родов, как Апраксины, Шишкины, Крюковы, Хитрово, Вердеревские, Ханыковы и др. Сам город Мохши был полностью разрушен во время второго похода Тамерлана на Золотую Орду в 1395 году. Победа русских примечательна тем, что была достигнута силами пограничных княжеств без помощи великого князя Владимирского и Московского Дмитрия Ивановича. Всего спустя 2 года суздальские князья на реке Пьяне смогли нанести подобное поражение Булат-Тимуру.